# رنه پلیملدن
رنه پلیملدن (فرانسوی: René Pleimelding‎; ۱۳ فوریهٔ ۱۹۲۵ – ۲۰ اکتبر ۱۹۹۸) بازیکن و مربی فوتبال اهل فرانسه بود.
از باشگاه‌هایی که در آن بازی کرده‌است می‌توان به باشگاه فوتبال تولوز و باشگاه فوتبال نانسی اشاره کرد.
وی همچنین در تیم ملی فوتبال فرانسه بازی کرده‌است.